# 94 Ceti b
94 Ceti b ou 94 Ceti Ab é um planeta extrassolar orbitando a estrela 94 Ceti em períodos de 1.2 anos.  Esse planeta foi descoberto em 7 de agosto de 2000 por uma equipe chefiada por Michel Mayor.